# وجدان
وجدان (به انگلیسی: Conscience)، حسی برای قضاوت اخلاقی (درستی یا نادرستی) یک واکنش یا رفتار است. انجام واکنشی که موجب به وجود آمدن احساس پشیمانی می‌شود را عذاب وجدان می‌نامند. وجدان قابل‌ آموزش است و معمولاً بر اساس عقیده یا دین شخص، فرهنگسازی می‌شود؛ بنابراین اگر ارزش‌های اخلاقی با تغییر عقیده شخص نیز تغییر کند، محور وجدان نیز تغییر می‌کند و حتی ممکن است با ارزش‌های اخلاقی عقیده پیشین کاملاً در مغایرت باشد. به عنوان مثال وقتی یک نفر کمک به نیازمند را ارزش بداند، وجدانش اورا تشویق می‌کند تا این کار را انجام دهد و وقتی غیر از این عمل کند دچار عذاب وجدان می‌شود. اگر انسان زمانی به عقیده ای معتقد باشد وجدان خود را با آن عقیده تطبیق می‌دهد و هر گاه عقیده او نیز تغییر کند اصول وجدان او نیز تغییر می‌کند، مثلاً اگر یک نفر بپذیرد که یک قاتل شایسته اعدام است وجدان او رضایت به اعدام فرد می‌دهد ولی مثلاً اگر با خود بیندیشد که برای تفاوت با یک قاتل و برتری از او نباید حکم اعدام اجرا شود، با اعدام قاتل دچار عذاب وجدان می‌شود.

## روان‌شناسی
از نظر روان‌شناسی، وجدان، قدرت ذهن برای تشخیص درست و غلط از ارزش‌های اخلاقی خود است. بیمار‌های دارای اختلال شخصیت ضداجتماعی معمولاً از عدم وجود (یا بسیار کم) وجدان برخوردارند که این موجب می‌شود آنها نتوانند درست و غلط را تشخیص دهند؛ بنابراین از انجام کارهایی که از دید بقیه ممکن است غیراخلاقی یا بی‌وجدانی خوانده شود، عذاب وجدان نخواهند گرفت.